# Habartice
Habartice (en allemand : Ebersdorf) est une commune du district et de la région de Liberec, en République tchèque. Sa population s'élevait à 504 habitants en 2021.

## Géographie
Habartice se trouve à la frontière avec la Pologne, à 17 km au sud-est de Görlitz (Allemagne), à 29 km au nord de Liberec et à 115 km au nord-nord-est de Prague.
La commune est limitée par la Pologne au nord et à l'est, par Pertoltice au sud et par Černousy à l'ouest.

## Histoire
La première mention écrite du village date de 1399.

## Administration
La commune se compose de deux sections :
- Habartice
- Háj

## Galerie

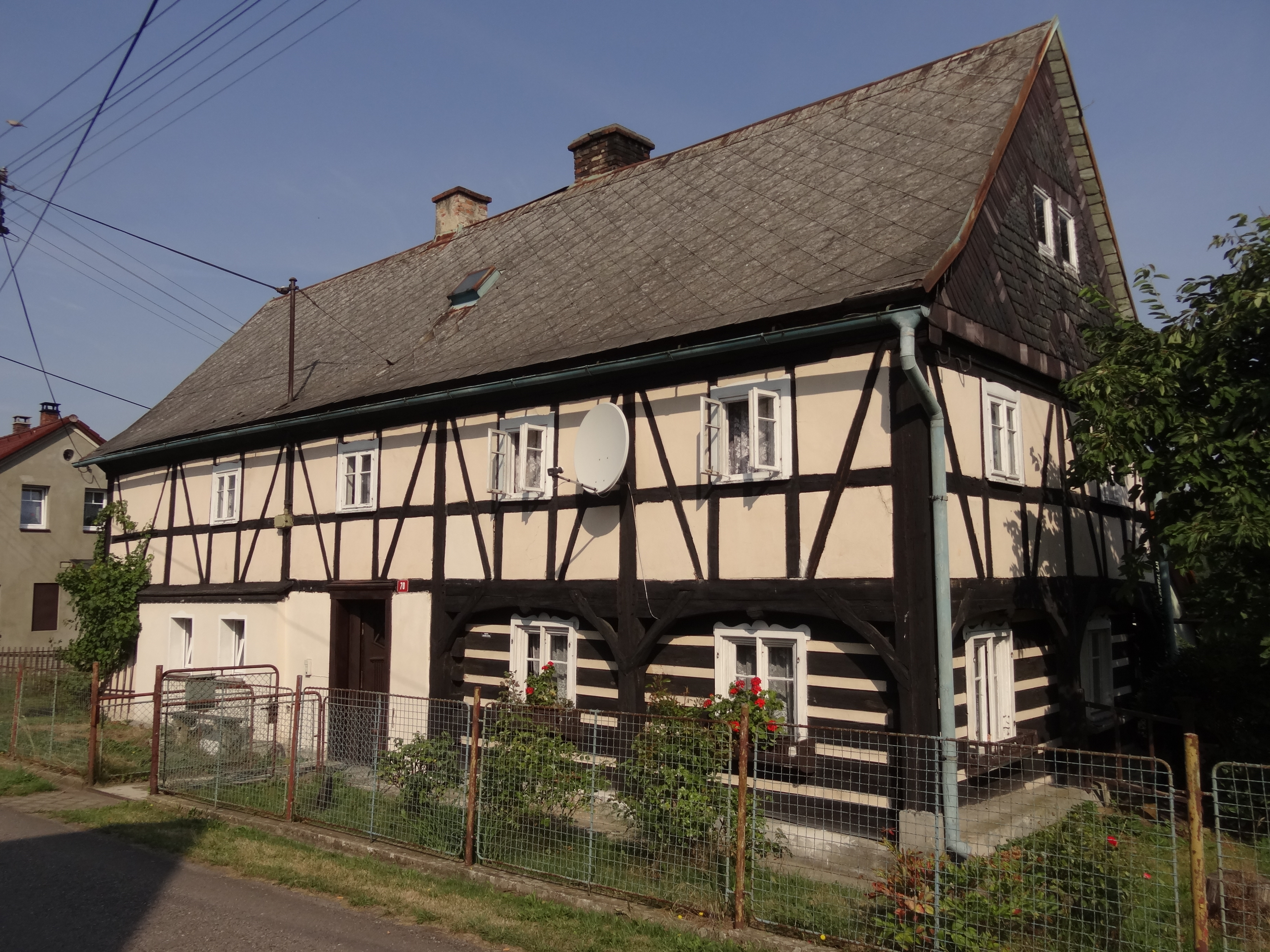
Architecture traditionnelle.
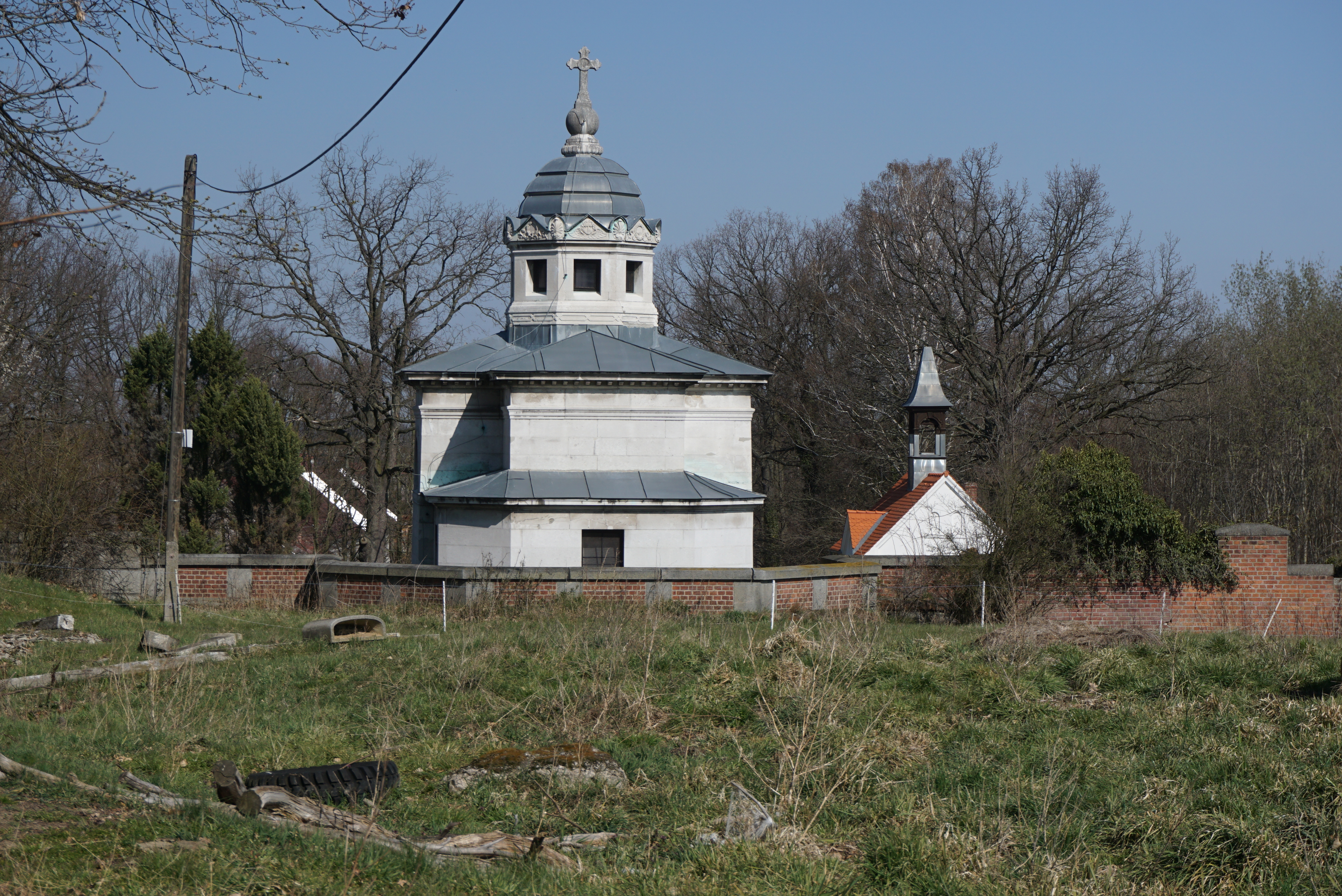
Habartice : cimetière.